# ICube-1
iCube-1 (Eigenschreibweise iCUBE-1) war Pakistans erster Cubesat. Der am Institute of Space Technology in Islamabad entwickelte und gebaute Satellit wurde am 21. November 2013 um 07:10 Uhr UTC mit einer Dnepr-Rakete vom Kosmodrom Jasny in Russland gestartet. Er wurde in der vorgesehenen Polarbahn ausgesetzt, konnte jedoch nur kurze Zeit senden.

## Geschichte
Im Jahr 2009 wurde am pakistanischen Institute of Space Technology (IST), einer auf Luft- und Raumfahrttechnik spezialisierten Universität, ein Programm zur Entwicklung kleiner, kostengünstiger Raumflugkörper gestartet. Der erste Satellit des Programms, iCube-1, sollte aus handelsüblichen Komponenten und Modulen zusammengebaut werden, die bereits bei anderen Raumfahrtprojekten Verwendung gefunden hatten. Die folgenden Kleinsatelliten des iCube-Programms sollten dagegen nur aus in Pakistan entwickelten Modulen bestehen.
Die konkreten Arbeiten an iCube-1, einem 1,1 kg schweren Picosatelliten im 1U-Format, begannen am 1. März 2010.
Insgesamt waren an dem Projekt 15 Studenten und 20 Dozenten beteiligt, die Leitung hatte Khurram Khurshid von der Fakultät für Elektrotechnik.
In leitender Funktion war noch Qamar ul-Islam, der Dekan der damaligen Fakultät für Nachrichtentechnik, beteiligt, außerdem Rehan Mahmood, der damals an der Universität für Luft- und Raumfahrt Peking zum Thema Satellitenkommunikation promovierte, und Adnan Zafar, der an der University of Surrey, mit der das IST damals gemeinsame Studiengänge anbot, in Nachrichtentechnik promovierte.
Parallel zu der Arbeit an dem Satelliten  wurde eine Bodenstation für Telemetrie, Bahnverfolgung und Steuerung eingerichtet. Auf dem Dach eines Universitätsgebäudes wurden zwei Yagi-Uda-Antennen mit Kreuzdipolen für horizontale und vertikale Polarisation installiert, eine für Ultrakurzwelle und eine für Dezimeterwelle. Neben der Antennensteuerung, die eine automatische Bahnverfolgung von Satelliten ermöglicht, verfügt die Bodenstation über einen Icom IC-910 Amateurfunk-Sendeempfänger mit einer Sendeleistung von 100 W. Außerdem besitzt die Bodenstation eine kleine Parabolantenne für den Empfang von S-Band-Signalen. Heute wird diese Bodenstation unter anderem für den Empfang der Daten von Erdbeobachtungssatelliten genutzt.
Am 29. März 2011 war der Satellit fertiggestellt. Das IST verfügte zu diesem Zeitpunkt noch über keinen Reinraum und nutzte für die Montage die Einrichtungen anderer Institute. Man hatte jedoch eine beheiz- und kühlbare Vakuumkammer installiert, in der der Satellit nicht nur getestet, sondern auch ausgeheizt wurde, um das spätere Ausgasen im Weltall zu reduzieren. Auch ein eigener Schwingtisch war für das Projekt beschafft worden.

## Aufbau
Für iCube-1 wurde ein vorgefertigtes Aluminium-Gehäuse von Pumpkin, Inc. aus San Francisco verwendet.
Der Satellit besaß das 1U-Format, er war ein Würfel von 10 × 10 × 11,35 cm Seitenlänge. Fünf Flächen des Würfels waren mit jeweils zwei Dreischicht-Solarzellen von jeweils 4 × 8 cm und einem Wirkungsgrad von 27,5 % besetzt, die den Satelliten bei guter Beleuchtung mit einer elektrischen Leistung von insgesamt 2 W versorgten. Für die Zeiten, in denen sich der Satellit im Erdschatten befand, besaß er zwei beheizbare Lithium-Polymer-Akkumulatoren mit einer Kapazität von jeweils 1,5 Ah bei 3,7 V. Die beiden Akkumulatoren konnten für zwei Stunden eine Leistung von insgesamt 5 W liefern.
Der Satellit besaß eine passive Lageregelung, bei der ein stabförmiger Dauermagnet das Gehäuse entlang der Feldlinien des Erdmagnetfelds ausrichtete. Dabei kann der Satellit jedoch um die Längsachse des Stabmagneten rotieren. Um diese Rotation zu dämpfen, wurden zwei Stäbe aus einem weichen Nickel-Eisen-Material in einem 90°-Winkel zum Magneten und zueinander angeordnet, die als Hysteresebremsen fungierten. Der Nachteil dieses Verfahrens war, dass wegen der Polarbahn des Satelliten die Bordkamera (siehe unten) über dem Südpol von der Erde wegzeigte und nur Bilder von der Nordhalbkugel aufgenommen werden konnten.
Für die Kommunikation mit der Bodenstation wurden Amateurfunk-Frequenzen gewählt, da dort das Genehmigungsverfahren relativ einfach war. Für die Übermittlung von Steuerbefehlen an den Satelliten, das Uplink, wurde die Frequenz 435,060 MHz (Dezimeterwellen) festgesetzt, für die Signale vom Satelliten an die Erde, das Downlink, 145,947 MHz (UKW).
Für den Empfang der Uplink-Signale besaß der Satellit eine Halbwellen-Dipolantenne von 35 cm, zum Senden der Downlink-Signale eine Viertelwellen-Stabantenne von 50 cm. Beide Antennen wurden erst nach dem Erreichen der Umlaufbahn ausgefahren.

## Nutzlast
Als Nutzlast besaß iCube-1 ein C3188A-Bildgeber-Modul von General Electric. Die Kamera verfügte über einen Active Pixel Sensor mit 664 × 492 Pixeln von jeweils 7,6 × 7,6 μm und eine Linse mit einer Brennweite von 6 mm. Bei einer Bahnhöhe von gut 600 km resultierte eine Bodenauflösung von 825 × 825 m. Die Bilder sollten komprimiert, an Bord zwischengespeichert und an die Bodenstation in Islamabad gefunkt werden, wenn sich der Satellit über Pakistan befand. Dies funktionierte jedoch nicht.

## Mission
Ursprünglich war geplant, iCube-1 im 4. Quartal 2011 beim ersten oder zweiten Flug der damals in Entwicklung befindlichen Neptune-Rakete der kalifornischen Firma Interorbital Systems ins All zu befördern.
Die Rakete flog jedoch nie.
Schließlich entschloss man sich, iCube-1 als Huckepack-Nutzlast auf dem Technologieerprobungssatelliten UniSat-5 der GAUSS Srl. mitfliegen zu lassen, einer Ausgründung der Scuola di Ingegneria Aerospaziale in Rom.
UniSat-5 war mit drei von GAUSS entwickelten GPOD-Cubesat-Auswurfgeräten ausgestattet, in einem davon wurde iCube-1 zusammen mit zwei anderen 1U-Cubesats untergebracht.
Der Start mit einer ukrainischen Trägerrakete vom Typ Dnepr erfolgte am 21. November 2013 um 07:10 Uhr UTC vom südrussischen Kosmodrom Jasny.
Die Dnepr-Rakete setzte zunächst um 07:26 Uhr UTC den „Trägersatelliten“ UniSat-5 in einer annähernd sonnensynchronen Umlaufbahn von 634 km Höhe aus. Etwas später setzt UniSat-5 dann iCube-1 aus, der eine um 97,5° zum Äquator geneigte Umlaufbahn von 618 × 576 km einnahm.
Vor seiner eigentlichen Inbetriebnahme sendete iCube-1 auf seiner UKW-Frequenz ein CW-Bakensignal, bei dem er im Morsecode in Dauerschleife den Text „iCUBE-1 First CubeSat of Pakistan“ übermittelte. Als der Satellit am 21. November 2013 um 10:21 Uhr UTC Großbritannien überflog, wurde dieses Signal als erstem von dem britischen Funkamateur Andrew Garratt (M6GTG) empfangen, was von Projektleiter Khurram Khurshid bestätigt wurde.
Im weiteren Verlauf konnten dann jedoch keine Signale mehr empfangen werden.